# Wilhelmina Weber Furlong
Wilhelmina Weber Furlong (* 24. November 1878 in St. Louis, USA; † 25. Mai 1962 in Glens Falls, USA) war eine deutsch-amerikanische Künstlerin und Lehrerin.

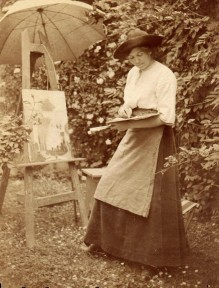
Wilhelmina Weber Furlong 1898 in Paris

Unter den frühesten Avantgarde-Elite-modernistischen Malern gehörte Weber Furlong zu den wichtigsten US-amerikanischen Malern und leistete Pionierarbeit bei modernen impressionistischen und modernen expressionistischen Stillleben in der Wende der US-amerikanischen Modernistenbewegung des 20. Jahrhunderts.
Sie wird die erste weibliche modernistische Malerin in der frühen US-amerikanischen Modernismusszene genannt. Sie repräsentiert die Anstrengungen vieler weiblicher Künstler in den späten 1800er und frühen 1900er Jahren, da sie von den vielen Realisten angefeindet wurde, die gegen die US-amerikanische Modernistenbewegung und ernsthafte weibliche Künstler waren.

## Biografie
Ab 1892 gehörten Emil Carlsen, William Merritt Chase und Edmund H. Wuerpel zu ihren Lehrern. Sie nahm drei Jahre am Pariser Herbstsalon teil und lernte Pablo Picasso, Paul Cézanne und andere kennen, die im Salon de Paris ausstellten. Sie malte 1892 bis 1962 in der US-amerikanischen Modernistenbewegung und war 1897 bis 1906 Teil der Modernistenbewegung in St. Louis, New York City und Paris. Sie malte von 1906 bis 1913 in Mexiko-Stadt und von 1913 bis 1947 wieder in New York City. Die war auch während der prägenden Jahre der Modernistenbewegung in New York City aktiv und die bekannte 1913er Manhattanstudioausstellung Wilhelmina Weber Furlongs wurde in ihrer Biografie hervorgehoben. Sie malte von 1921 bis 1960 in Bolton Landing, New York in ihrer Moderne Kunst-Künstlerkolonie, Golden Heart Farm und gleichzeitig von 1952 bis 1962 in Glens Falls, New York.
Zu ihrem bedeutenden Freundes- und Bekanntenkreis in Amerika gehörten John Graham, Willem de Kooning, David Smith, Dorothy Dehner, Jean Charlot, Edward Hopper, Alexander Calder, Rockwell and Sally Kent, Thomas Hart Benton, Allen Tucker, Max Weber, Kimon Nicolaidies und viele andere. Als Studentin gehörte sie vor 1910 als junge Frau der Art Students League New York an. 1913 begann ihre wichtige Rolle in der New Yoerker Kunstszene als Schatzmeisterin der Art Students League und Mitglied des Präsidiums zusammen mit ihrem Ehemann, dem Künstler Thomas Furlong. Sie unterrichtete über 56 Jahre Kunst in New York und war während der prägenden Jahre des Whitney Studio Clubs in New York City aktiv, wie aus den Studio Club-Archiven hervor geht.

## Würdigung
Weber Furlongs enge Beziehung mit dem Bildhauer David Smith in Bolton Landing, New York hat bis heute einen bleibenden Einfluss auf den Weiler. Ihr ist es zu verdanken, dass er zu der Farm kam, die er zusammen mit seiner Frau, der Bildhauerin und Malerin Dorothy Dehner kaufte. Weber Furlongs Arbeiten sind dauerhaft im Bolton Landing Museum ausgestellt.
The Hyde Collection in Glens Falls, New York zeigt seit 1966 die Arbeiten Wilhelmina Weber Furlongs, nachdem sie nach ihrem Tod 1962 eine große Einzelretrospektive ihres Künstlerlebens zeigte. Das Tang Museum am Skidmore College besitzt eine Arbeit von Weber Furlong, die seit 1952 lokal ausgestellt wird. In den frühen 1950ern zeigte das Skidmore College in Saratoga Springs, New York mehrere Jahre Einzelausstellungen von Arbeiten Weber Furlongs und sie stellte zusammen mit dem Künstler David Smith am State Capital in Albany New York aus. Das Ft. Edward Art Center beherbergte im Mai 1994 eine Einzelausstellung. Von Ende September 2012 bis Anfang April 2013 zeigte die International Woman’s Foundation in Marfa (Texas) eine Hauptretrospektive von Arbeiten Weber Furlongs mit über 75 unbekannten Arbeiten und privaten Gegenständen der Künstlerin einschließlich ihrer viktorianischen Staffelei. Die Eine-Frau-Show wurde in den kultigen Building 98 Studiogalerien gezeigt, einschließlich eine einstündigen Vorlesung von Professor Emeritus James K. Kettlewell, dem ehemaligen Kurator der Hyde Collection.
Im Frühjahr 2012 wurde Wilhelmina Weber Furlong Gegenstand eines Dokumentarfilms auf Basis der Biografie der bekannten frühen US-amerikanischen Modernistin. Permanente Ausstellungen der Arbeit Wilhelmina Weber Furlongs gibt es in den Hyde Collection in Glens Falls, New York und im Stadtmuseum von Bolton Landing, New York.
Am 7. August 2012 beherbergte die Crandall Public Library in Glens Falls, New York eine Dokumenarfilmcrew und eine Vorlesung über Wilhelmina Weber Furlong von James K. Kettlewell, Professor Emeritus am Skidmore College ehemaliger Kurator der Hyde Collection, wo eines der verlorenen Werke Wilhelmina Weber Furlongs gezeigt wurde.

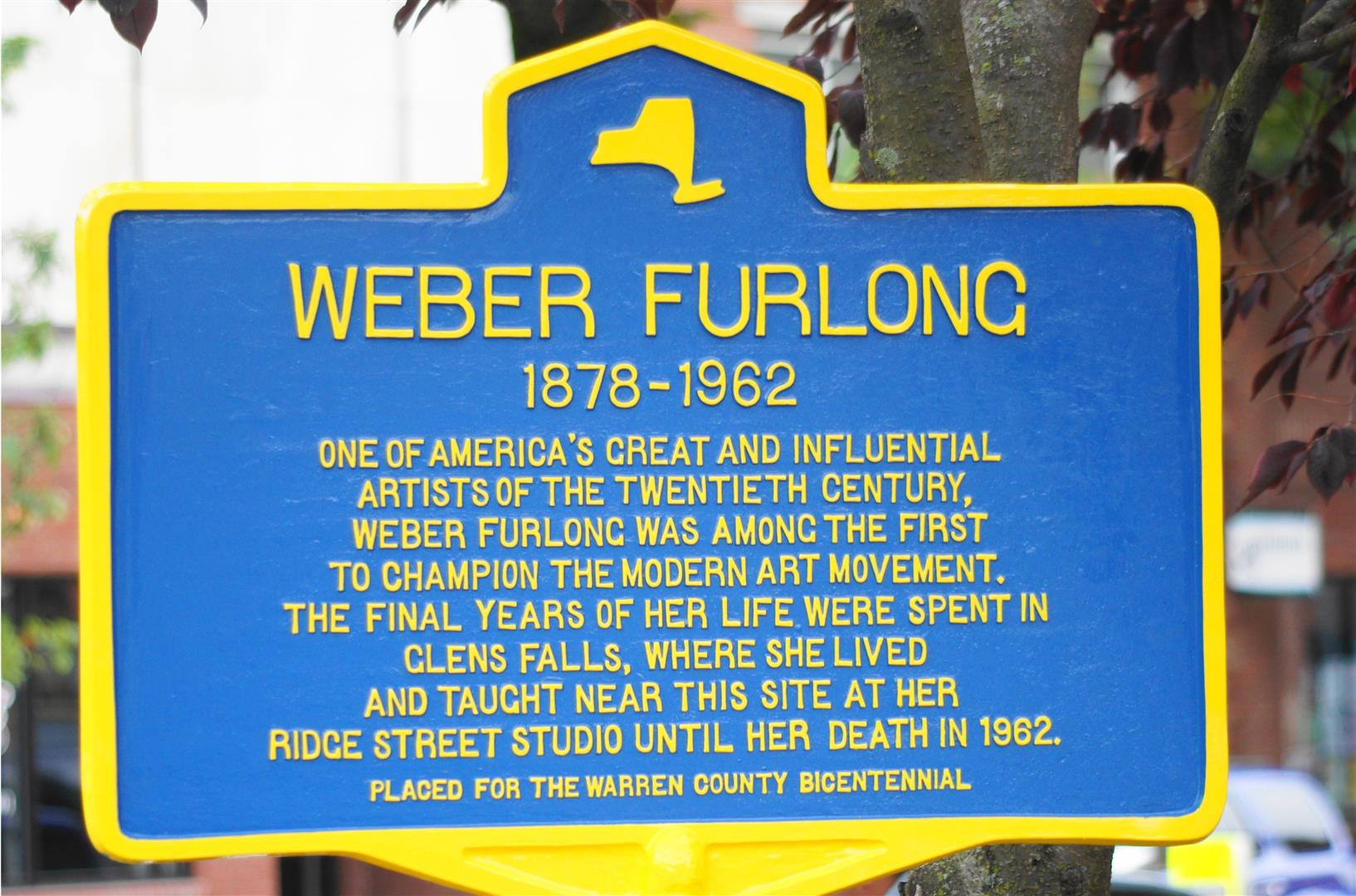
New York State-Gedenktafel am Rathaus von Glens Falls, New York

Am 23. Juli 2013 beschloss das New York Common Council der Stadt Glens Falls eine New York State-Gedenktafel im Zentrum von Glens Falls in der Nähe des Rathauses anzubringen. Auf der Tafel steht: “Weber Furlong (1878–1962) One of America's great and influential artists of the twentieth century, Weber Furlong was among the first to champion the Modern art movement. The final years of her life were spent in Glens Falls, where she lived and taught near this site at her Ridge Street studio until her death in 1962. Placed for the Warren County Bicentennial.” (deutsch: „Weber Furlong (1878–1962). Eine der größten und einflussreichsten Künstler Amerikas des 20. Jahrhunderts, Weber Furlong, war unter den Ersten, die die Moderne Kunst-Bewegung meisterten. Die letzten Jahre ihres Lebens verbrachte sie in Glens Falls, wo sie in ihrem Ridge Street-Studio bis zu ihrem Tode 1962 lebte und unterrichtete. Angebracht für das Warren County Bicentennial.“)